# Abarema
Abarema là một chi thực vật có hoa trong họ Đậu.

## Danh sách loài
- Abarema abbottii – Abbot Abarema
- Abarema acreana (provisionally placed here)
- Abarema adenophorum
- Abarema agropecuaria
- Abarema alexandri – Shadbark Abarema
  - Abarema alexandri var. alexandri – Typical Shadbark Abarema; Tamarind Shadbark (Jamaica)
  - Abarema alexandri var. trogana – Troy Shadbark Abarema; Shadbark (Jamaica)
- Abarema aspleniifolia – Spleen-leaved Abarema
- Abarema auriculata (Benth.) Barneby & J.W.Grimes – guarango maní
- Abarema barbouriana – Barbour Abarema
  - Abarema barbouriana var. barbouriana
- Abarema brachystachya
- Abarema callejasii
- Abarema campestris
- Abarema centiflora
- Abarema cochleata
  - Abarema cochleata var. moniliformis
- Abarema cochliocarpos – Barbatimo
- Abarema commutata
- Abarema curvicarpa
  - Abarema curvicarpa var. rodriguesii
- Abarema ferruginea
- Abarema filamentosa
- Abarema floribunda
- Abarema gallorum
- Abarema ganymedea
- Abarema glauca – Glaucous Abarema
- Abarema idiopoda (S.F.Blake) Barneby & J.W.Grimes
- Abarema josephi
- Abarema jupunba – Delmare Abarema, Crabwood, Dalmare, Delmare, Jumbie Head, Soapy-soapy; Wild Tamarin (Grenada, Saint Vincent và Grenadines)
  - Abarema jupunba var. jupunba
  - Abarema jupunba var. trapezifolia
- Abarema killipii
- Abarema langsdorfii
- Abarema lehmannii
- Abarema leucophylla
  - Abarema leucophylla var. vaupesensis
- Abarema levelii
- Abarema longipedunculata
- Abarema macradenia – Panama Abarema
- Abarema microcalyx
- Abarema mataybifolia
- Abarema nipensis
- Abarema obovalis
- Abarema obovata – Obovate Abarema
- Abarema oppositifolia – Opposite-leaved Abarema
- Abarema oxyphyllidia
- Abarema piresii
- Abarema racemiflora
- Abarema ricoae
- Abarema turbinata
- Abarema villifera
- Abarema zollerana

### Các loài trước đây
- Archidendron bigeminum (as Abarema abeywickramae, A. bigemina, A. monadelpha)
- Archidendron grandiflorum (as Abarema grandiflora)
- Archidendron hendersonii (as Abarema hendersonii)

## Hình ảnh

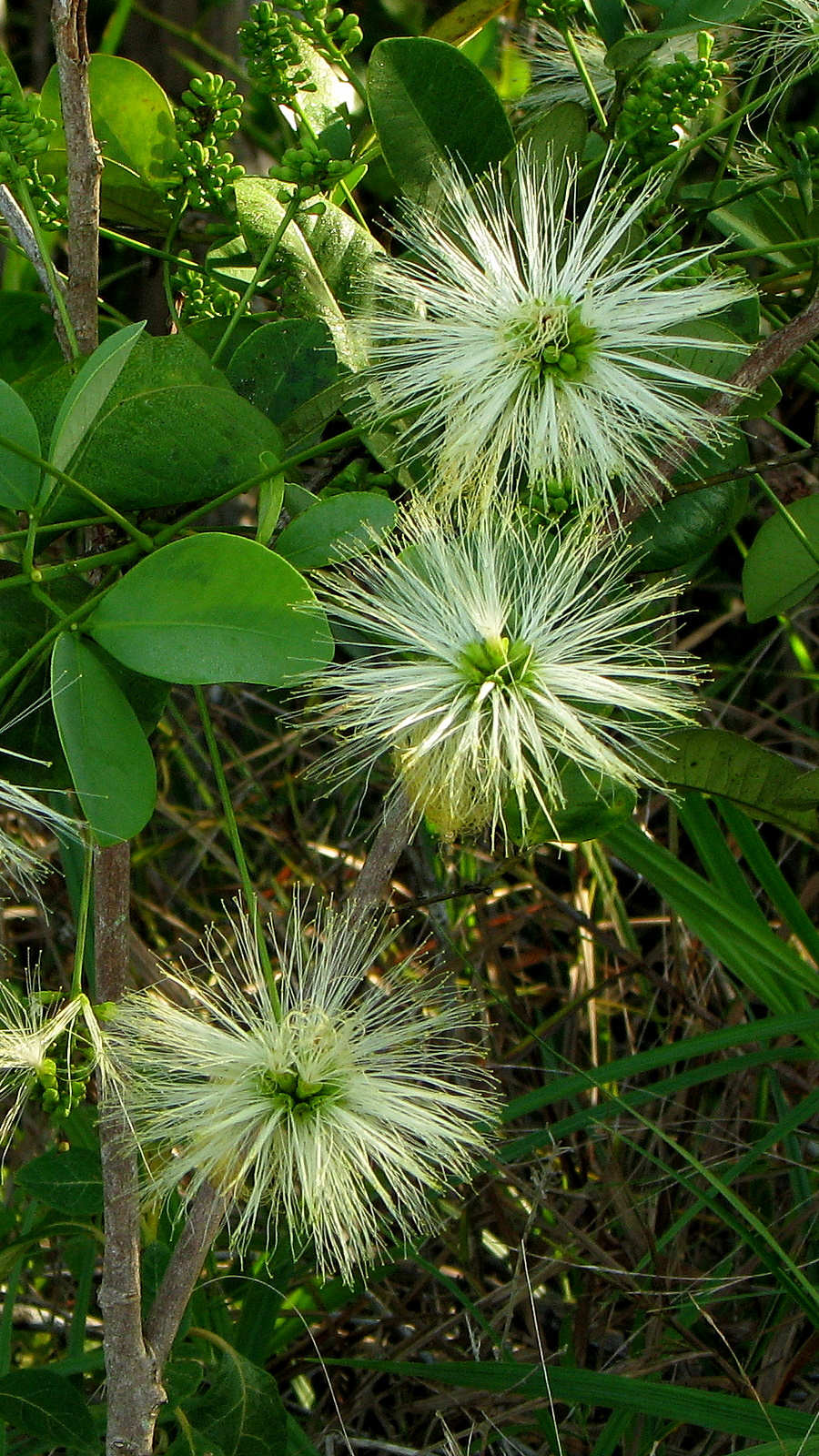